# Carlos Schaefer Gallo
Carlos Schaefer Gallo (n. Santiago del Estero, Argentina; 19 de septiembre de 1889 - f. Buenos Aires, Argentina; 21 de enero de 1966) fue un importante poeta, escritor, periodista,comediógrafo y autor argentino de obras teatrales.

## Carrera
Carlos Schaefer Gallo fue de los autores que iniciaron en la segunda década del siglo XX sus labores dramáticas. Sus primeras actividades consistieron en sustanciales notas para el periodismo, en los diarios El liberal, El siglo y El porvenir, este último dirigido por él en la capital santiagueña.
Ya en Buenos Aires, fue periodista en La Mañana, Argentina y Caras y Caretas. También fundó la revista nativa Mate Amargo, como así la asistencial Cruz Verde.
Trabajó como autor de famosos libros, cuentos y novelas como Monólogos, diálogos, sketches y cuentos cómicos para radios y teatros (1935), El Camino del Norte, Lucha, Alma Quichua, como coautor del Itinerario de Roberto Casaux (1945), La raíz en la piedra (1960), El revés de la máscara: Añoranzas y recuerdos teatrales rioplatenses en 1965, y prosas y poesías como El hornero, Oración, El camino del norte, entre otros.
Por su evocación en cuatro cuadros y en verso de La ley gaucha de 1933, recibió  el primer premio del Círculo Argentino de Autores. Posteriormente, en 1960, se le entregó un premio por parte de Argentores por La raíz en la piedra.
Gran referente de la literatura y del teatro argentina, Schaefer Gallo, se destacó sobre todo por sus originales obras teatrales que fueron puestas en escena por grandes compañías del memento como la del gran cómico Florencio Parravicini y de Pablo Podestá. Entre ella se encuentran:
- La borrachera del tango
- La novia de Zupay (1913)
- El ilustre desconocido (1919)
- La provincita (1919)
- La bodega (1919)
- La suegra del diablo (1920)
- Canciones populares (1920)
- El gaucho judío (1920), estrenada por la Compañía de Elías Allipi.
- El dolor del bárbaro (1920)
- Las rosas de la aurora (1920)
- La purpurina (1921)
- El íntimo amigo (1921)
- Un viaje al infierno (1921)
- Es zonzo el cristiano macho cuando el amor lo domina (1922)
- A las nueve en el convento
- Los hijos de colonia (1924)
- El hombre del sud (1925)
- El candombe federal (1930)
- Malatesta (1931)
- La cueva de la ratona (1931)
- La mazorquera de Monserrat (1931)
- La trepadora
- Hay que hacerse el chancho rengo (1933)
- Los dueños de Buenos Aires (1933)
- Flor de fango o El último malevo
- Retratos en movimiento (1945)
- La leyenda de Kakuy (1958)
- El rastro del Lobo
- Héroes de la espada antigua
- Ciudad Roja